# Biyuku
Biyuku is een bestuurslaag in het regentschap Banyuasin van de provincie Zuid-Sumatra, Indonesië. Biyuku telt 1193 inwoners (volkstelling 2010).